# Johann Nikuradse

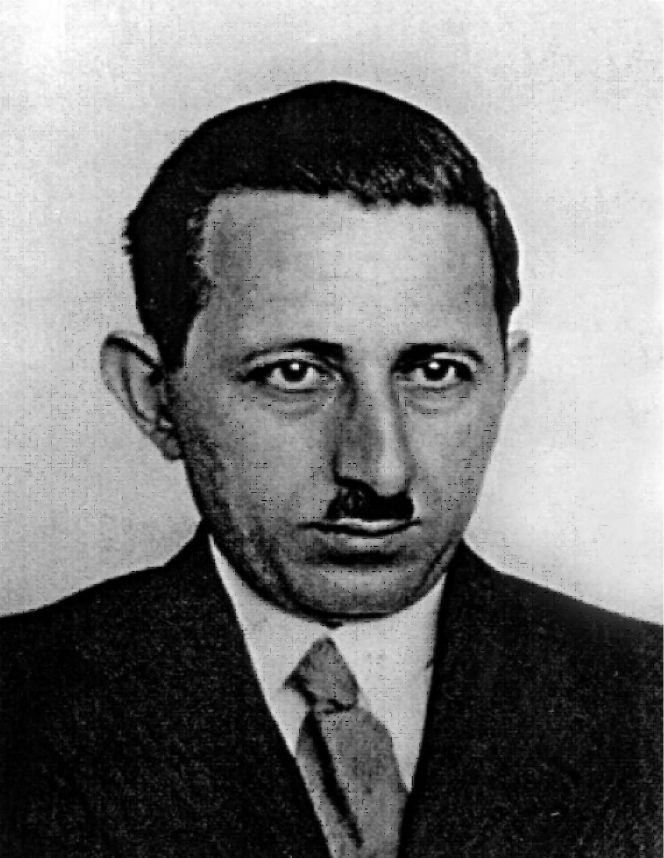
Johann Nikuradse (1934)

Johann Nikuradse (ივანე ნიკურაძე, Ivane Nikoeradze) (Samtredia, 20 november 1894 – Göttingen, 18 juli 1979) was een Duits ingenieur en fysicus geboren in Georgië. Johann Nikuradse was de broer van de natuurkundige Alexander Nikuradse. Dit was ook een in Duitsland wonende natuurkundige en geopoliticus die bekend stond om zijn banden met Alfred Rosenberg en om zijn rol bij het redden van veel Georgiërs tijdens de Tweede Wereldoorlog. Het schijnt dat Johann al op 14-jarige leeftijd naar Tartu in het Gouvernement Riga ging, en bij een oudere broer, Silovan Nikoeradze ging wonen. In de literatuur komen verschillende geboortedata voor. Hij was daar echter officieel niet als student was ingeschreven. De geboortedatum vermeld in het proefschrift van Nikuradse is vrijwel zeker fout . Volgens Hager & Liiv hebben de Estse archieven geen documenten met betrekking tot Johann. Als hij met Silovan in Tartu was geweest, zou Nikuradse te jong zijn geweest om daar te hebben gestudeerd. Het lijkt daarom dat Nikuradse bij zijn inschrijving aan de universiteit van Göttingen ten onrechte heeft beweerd te hebben gestudeerd in Tartu. In het CV bij zijn proefschrift vermeldt hij het geboortejaar 1892; 2 jaar eerder dan in de officiële documenten.
Een van de redenen waarom Johann Nikuradse zich ouder deed voorkomen, was zijn angst om in het Russische leger te worden ingelijfd. In Rusland en later in de Sovjet-Unie was er een systeem dat garandeerde dat universiteitsstudenten alleen zouden worden opgeroepen tijdens noodsituaties. Tussen 1915 en 1917, toen de situatie voor Rusland kritisch werd, werd hij gemobiliseerd. Hij is uiteindelijk afgestudeerd als ingenieur aan het polytechnisch instituut in Tbilisi in 1919. Daarna ging hij naar Duitsland. Vermoedelijk is 1894 correct, maar heeft hij zich later ouder voorgedaan om op deze wijze net te doen of hij rond 1910 al studeerde om zo de dienstplicht in de Sovjet-Unie te ontlopen.

## Leven
Johann Nikuradse studeerde in eerste instantie in Koetaisi. Op aanbeveling van de rector van de Staatsuniversiteit van Tbilisi, Petre Melikisjvili, ging hij in 1919 naar het buitenland voor verdere studies, zijn keus viel op de Georg-August-Universität Göttingen. Vanwege de uitbreiding van het Sovjet-systeem naar Georgië in 1921, keerde hij niet terug naar zijn geboorteland en aanvaardde hij het Duitse staatsburgerschap.
Nikuradse was vanaf 1920 een doctoraatsstudent van Ludwig Prandtl en werkte later als onderzoeker bij het  Kaiser-Wilhelm-Institut für Strömungsforschung. In het begin van de jaren dertig beschuldigde de NSBO van dit instituut, ondanks Nikuradses nauwe relaties met de NSDAP, hem er van om voor de Sovjet -Unie te spioneren en boeken van het instituut te stelen. Prandtl verdedigde hem aanvankelijk, maar werd uiteindelijk gedwongen hem in 1934 te ontslaan.  Hij vertrok uit Göttingen en was van 1934 tot 1945 hoogleraar aan de Universiteit van Wroclaw (Breslau). Ondanks zijn Nazi-verleden kreeg hij in 1945 zijn academische titel terug, maar niet zijn functie. Dit alles leidde tot een behoorlijke verwijdering tussen Nikuradse en Prandtl, ook na de Tweede Wereldoorlog konden zij niet meer met elkaar overweg.. Vanaf 1945 werd hij honorair hoogleraar aan RWTH Aken.

## Zijn wetenschappelijk werk
Nikuradse woonde voornamelijk in Göttingen en behandelde hydrodynamica. Zijn belangrijkste werk werd in 1933 gepubliceerd. Nikuradse heeft nauwkeurig de wrijving gemeten die een turbulente vloeistof ervaart als deze door een ruwe pijp stroomt. Hij gebruikte zandkorrels met verschillende ruwheden en ontdekte dat hoe ruwer het oppervlak, hoe groter de wrijving en dus een groter drukverlies. Hij ontdekte het volgende:
- In bereik I is de weerstandsfactor voor een klein Reynoldsgetal hetzelfde voor ruwe als voor gladde buizen. De projecties van de opruwing liggen voor dit bereik geheel binnen de laminaire laag.
- In bereik II (overgangsbereik) werd een toename van de resistentiefactor waargenomen voor een toenemend Reynoldsgetal. De dikte van de laminaire laag is hierbij van dezelfde orde van grootte als die van de uitsteeksels.
- In bereik III is de weerstandsfactor onafhankelijk van het Reynoldsgetal (kwadratische weerstandswet). Hier strekken alle projecties van de opruwing zich uit door de laminaire laag en de weerstandsfactor {\displaystyle f} is:

De metingen van Nikuradse (en wat latere metingen)

{\displaystyle {\frac {1}{\sqrt {f}}}=2\cdot ^{10}\log {\frac {D}{2k}}+1,74}
Hierin is:
{\displaystyle f} - de weerstandscoëfficiënt van Darcy-Weisbach van de pijp, deze wordt ook wel aangegeven met {\displaystyle \lambda }
{\displaystyle D} de diameter van de pijp
{\displaystyle k} - de ruwheid volgens Nikuradse (dit was in zijn proeven de diameter van de kleine, aan de binnenkant van de buis gelijmde bolletjes)
In bijgaande grafiek staan de originele metingen van Nikuradse (dit zijn de bolletjes met een code {\displaystyle \epsilon /D}, "Princeton" en "Oregon" zijn latere metingen). Op de horizontale as staat het Reynoldsgetal, op de verticale as de waarde van {\displaystyle f} (of {\displaystyle \lambda }), hier aangegeven met {\displaystyle f_{D}}. Het blijkt dus dat voor grotere waarden van het Reynoldsgetal de weerstandscoëfficiënt constant wordt, wat de formule van Nikuradse dus ook beschrijft. Deze grafiek wordt ook wel de harpgrafiek van Nikuradse genoemd.
Dit is de basis voor het logaritmisch snelheidsprofiel. Een gedetailleerde uitleg hiervan is te vinden in Battjes 2002, hfdst 12.
- Bibsys: 99031234
- CiNii: DA19843752
- Gemeinsame Normdatei: 1108596738
- International Standard Name Identifier: 0000 0001 1787 5282
- Library of Congress Control Number: no2007089904
- Mathematics Genealogy Project: 51337
- Nederlandse Thesaurus van Auteursnamen: 197262880
- Virtual International Authority File: 311172530
- WorldCat: E39PBJrm6TTHwhthTT94wmth73